# Gustave Albitte
Pour les articles homonymes, voir Albitte.
Salve Louis Gustave Albitte, né le 30 avril 1812 à Reims et mort le 17 novembre 1898 à Neuilly-sur-Seine, est un auteur dramatique français. Il est le fils du conventionnel Jean-Louis Albitte le Jeune et neveu d'Antoine Louis Albitte l'Aîné.
Outre les pièces qu'il a écrites en collaboration pour les scènes parisiennes, il est aussi l'auteur de deux romans dans le goût des années 1830, où de jeunes élégants menant une vie « fashionable » sont en proie à une « fièvre werthérienne ». Albitte, qui était également juriste, a publié en outre un Cours de législation gouvernementale.

## Publications
- Le Musicien de Valence, comédie-vaudeville en 1 acte, avec Antoine Simonnin, Paris, Théâtre de la Gaîté, 13 juillet 1834
- Le Septuagénaire, ou les Deux naissances, drame en 4 actes, avec Merville, Paris, Théâtre de la Gaîté, 12 août 1834
- Les Misères d'un timbalier, vaudeville en 1 acte, avec Lubize, Paris, Théâtre du Palais-Royal, juillet 1836
- Spectacle à la cour, comédie-vaudeville en 2 actes, avec Emmanuel Théaulon et Lubize, Paris, Théâtre du Gymnase-Dramatique, 25 novembre 1837
- L'Ouverture de la chasse, tableau-vaudeville en 1 acte, avec Desvergers, Paris, Théâtre des Variétés, 9 septembre 1838
- Deux Femmes légères, folie-vaudeville en 2 actes, avec Desvergers et Maurice Alhoy, Paris, Théâtre des Folies-Dramatiques, 14 août 1839
- Mon voisin d'omnibus, vaudeville en 1 acte, avec Louis Dugard, Paris, Théâtre du Palais-Royal, 18 juillet 1846
- L'Avocat pédicure, comédie-vaudeville en 1 acte, avec Eugène Labiche et Auguste Lefranc, Paris, Théâtre du Palais-Royal, 24 avril 1847

Romans
- Une Vie d'homme, croquis, 1832
- Un Clair de lune, rêverie, 1833

Droit
- Cours de législation gouvernementale, et études scientifiques sur les gouvernements de la France, depuis 1789 jusqu'à nos jours, 1835